# Bataille de Sultan Yacoub
Intervention militaire israélienne au Liban de 1982
Batailles
Opération Mole Cricket 19 - Bataille de Sultan Yacoub - Siège de Beyrouth
La bataille de Sultan Yacoub est livrée les 10 et 11 juin 1982, pendant l'invasion israélienne au Liban de 1982 et oppose les forces israéliennes et syriennes.

## Description
Une colonne israélienne de chars M48 Magah se dirige vers le nord pour s'emparer de la route Beyrouth/Damas. Passant près du village de Sultan Yacoub, au Liban, la colonne reçoit des tirs de tous calibres. Les Syriens utilisent des RPG-7 et des missiles anti-char Milan. L'aviation syrienne intervient avec ses MiG-21 mais ne lâche pas de bombe à cause de la trop courte distance séparant les Syriens des Israéliens. La bataille est un échec pour l'armée syrienne qui est contrainte de quitter le site à l'issue de la bataille et qui refusera de communiquer sur ses pertes humaines et matérielles par la suite. De son côté, l'armée israélienne dénombre 8 chars perdus, 2 prisonniers, 3 disparus, vingt morts et trente blessés. Un des tanks M-48 intact est exposé dans le musée de Teshrin à Damas. Les 3 soldats portés disparus sont source de tractation entre le Liban, l'État d'Israël et la Syrie.
Au mois de mai 2016, le Président russe Vladimir Poutine a accepté la demande du Premier ministre israélien Benjamin Netanyahu de rendre un de ces tanks capturés pendant la bataille de Sultan Yacoub. Il était exposé au Musée des blindés de Koubinka près de Moscou.